# Grote Kat

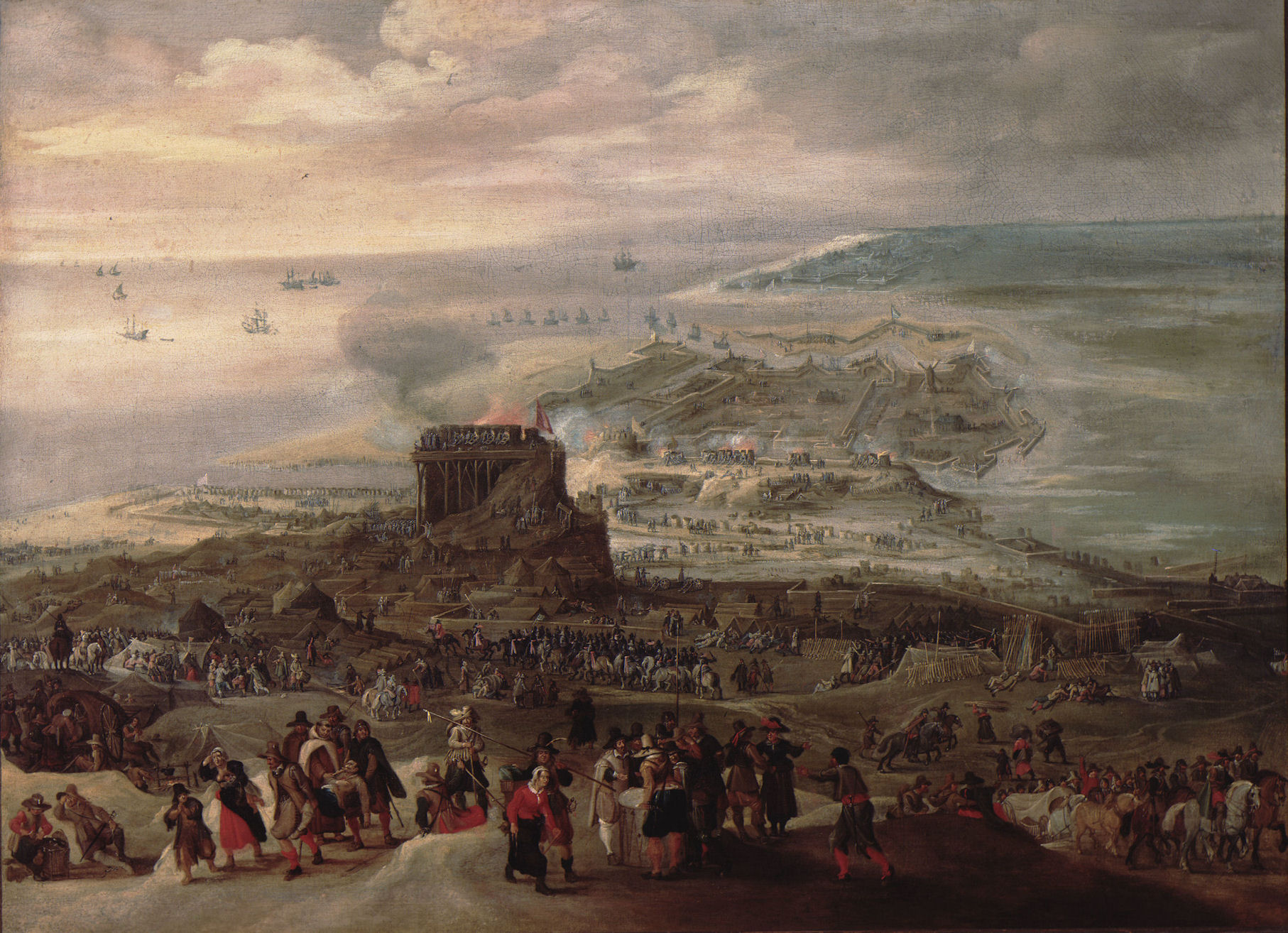
Beleg van Oostende (Pieter Snayers). De Grote Kat wordt bijzonder treffend afgebeeld op een schilderij van Pieter Snayers, Sitio de Ostende

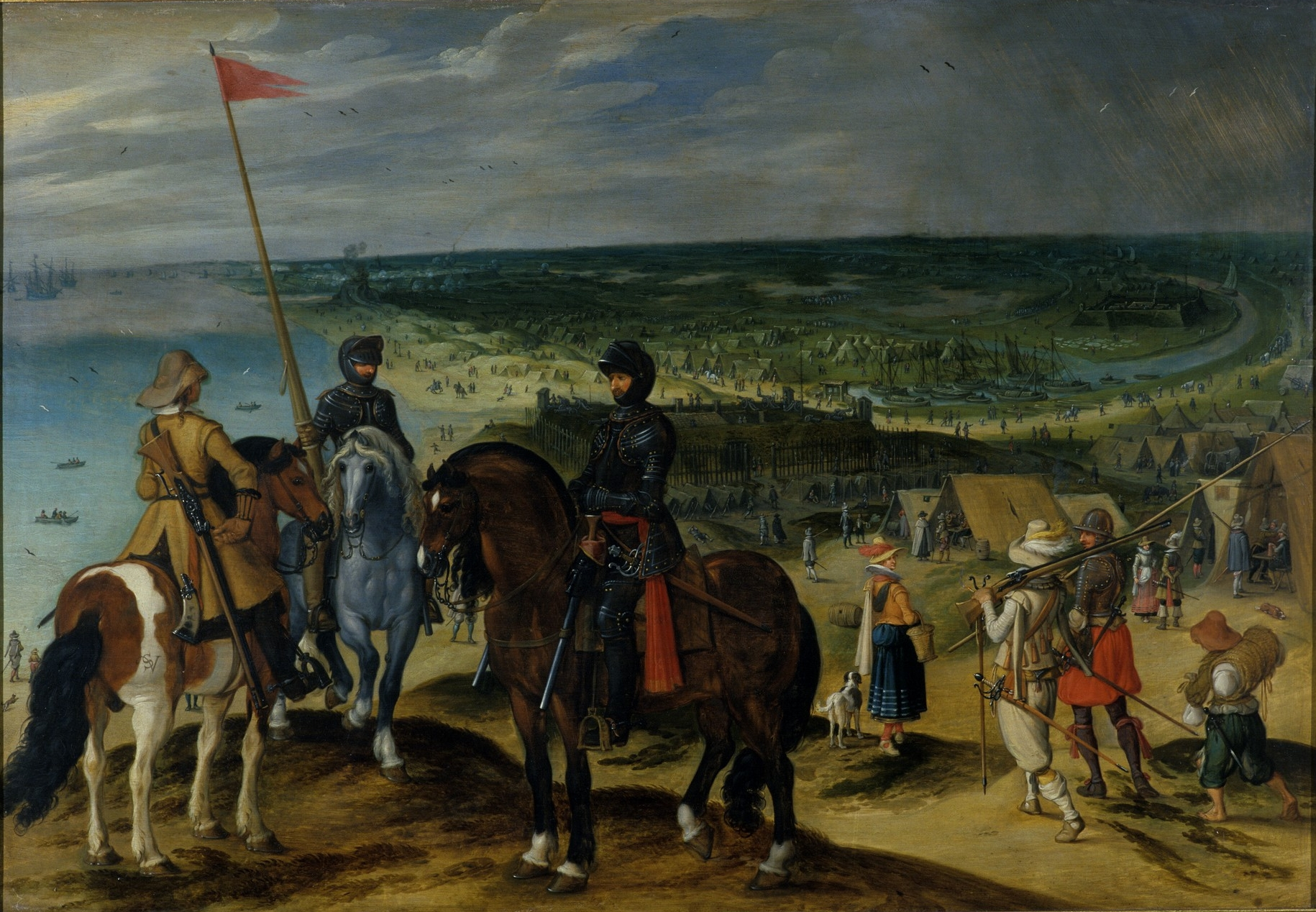
Sebastiaan Vrancx - Kriegsbild - - Het Spaanse kamp. Op de achtergrond, boven het hoofd van de ruiter op het witte paard is de Grote Kat te zien

De Grote Kat of Grote Katte of Grote Cavalier is de naam van een vestingwerk (kat) dat een belangrijke rol had bij het Beleg van Oostende.
De Grote Kat bevond zich ten westen van de stad Oostende, ter hoogte van de duinen in Mariakerke, recht tegenover het vestingwerk Zandhil. Het was een monumentaal bouwwerk van 40 meter hoog met daarop een borstwering van 3 meter. Je had 166 stappen nodig om boven te raken.
Het bouwwerk werd aangelegd door de Spaanse troepen. Het deed dienst als een verhoogde observatiepost en de stad werd vanaf die grote hoogte voortdurend beschoten. Het bood ook maximale controle over de westelijke haventoegang.

## Geschiedenis
In mei 1602 werd de eerste melding gemaakt dat de Spanjaarden bezig waren met de aanleg van het platform. Tegen februari 1603 was het bouwwerk zo hoog dat de hele stad voor de belegeraars zichtbaar was.
Eind juli 1603 schoten de belegerden met vuurballen om de Grote Kat in brand te steken. De hete bollen hadden koperen weerhaken zodat ze in het hout bleven zitten. Op dat moment stonden ook musketiers klaar op de stadswallen om ervoor te zorgen dat de brand niet geblust kon worden. Veel Spanjaarden sneuvelden in de poging het vuur te blussen.
Nog geen maand later zou er een tweede aanval op de Grote Kat geweest zijn. Het platform stond in lichterlaaie en dat was tot ver te zien. Het brandde twaalf dagen tot de regen het vuur doofde. De schade was echter beperkt en na enkele maanden was het platform weer in gebruik.
Op 24 september 1604 (twee dagen na de val van de stad) was de intocht van aartshertog Albrecht van Oostenrijk en zijn vrouw Isabella van Spanje. Vanaf de Grote Kat konden zij hun verovering aanschouwen.

### Afbeeldingen

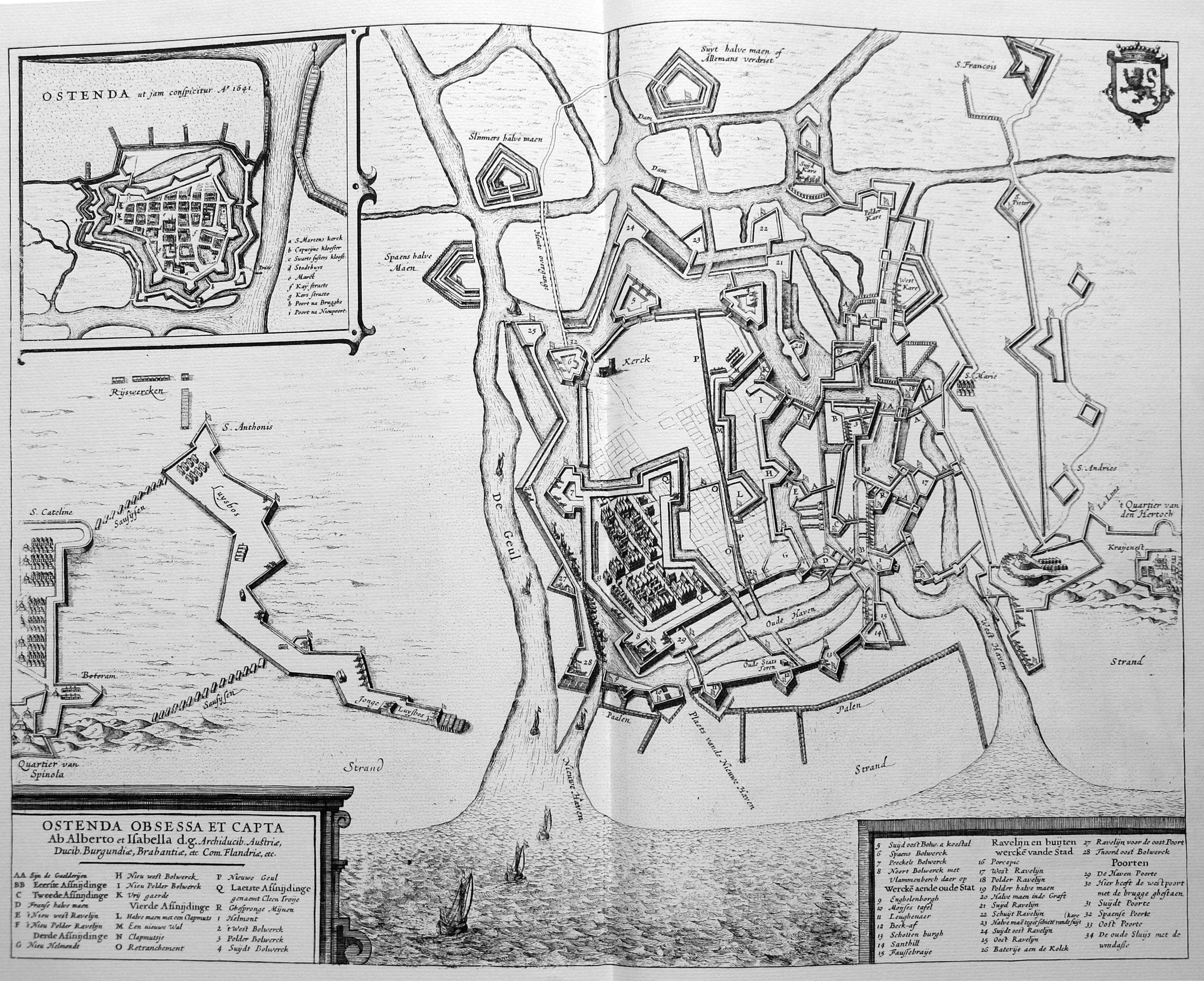
Oostende - Sanderus 1641
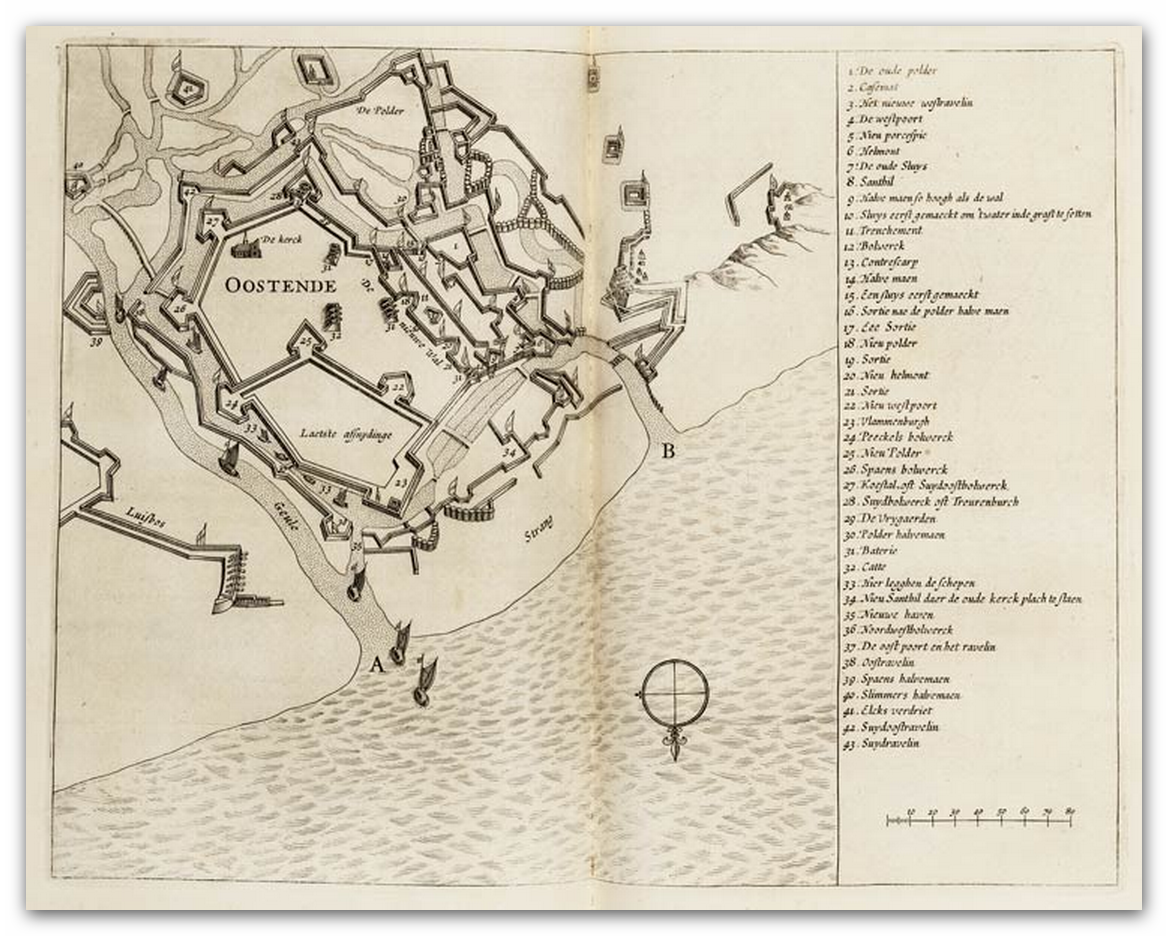
Oostende 1647